# دریک استاتهام
دریک استاتهام (به انگلیسی: Derek Statham) بازیکن فوتبال زادهٔ ۲۴ مارس ۱۹۵۹ اهل کشور انگلستان که سابقهٔ بازی در تیم ملی فوتبال انگلستان را در کارنامهٔ خود دارد. وی در تاریخ ۲۳ فوریه ۱۹۸۳ نخستین بازی ملی خود را در مقابل تیم ملی فوتبال ولز انجام داد و با حضور در ۳ بازی ملی، در تاریخ ۱۵ ژوئن ۱۹۸۳ واپسین بازی ملی‌اش را در برابر تیم ملی فوتبال استرالیا برگزار کرد.